# Zénon Kovalyk
Zénon Kovalyk (Ternopil, 18 août 1903 - Lviv, 30 juin 1941) est un rédemptoriste martyr de l'Église grecque-catholique ukrainienne et reconnu bienheureux par l'Église catholique.

## Biographie
Zénon Kovalyk naît dans le village d'Ivachiv Dolishniy, près de Ternopil dans la Galicie autrichienne (ouest de l'actuelle Ukraine). Ses parents sont des paysans et chrétiens très pieux, comme c'est souvent le cas à cette époque. Après avoir enseigné à l'école pendant un bref moment, il entre à 25 ans au noviciat de la congrégation du Très Saint Rédempteur, ce qui fait qu'il est plus âgé que la moyenne des autres novices de cette époque, il prononce ses premiers vœux religieux le 26 août 1926. Après le noviciat, il étudie la philosophie et la théologie en Belgique. Il retourne ensuite en Ukraine où il est ordonné prêtre le 9 août 1932 ; il célèbre sa première messe dans son village d'Ivachiv le 4 septembre 1932.
Le père Zynoviy voyage ensuite avec l'évêque Nicolas Carneckyj dans la Volhynie pour promouvoir l'œcuménisme avec les Ukrainiens fidèle de l'Église orthodoxe. Il acquiert une réputation de bon chanteur et de prédicateur. On dit même qu'il a une "bouche en or" ; sa prédication ainsi que le ministère de la confession attirent des milliers de personnes et les conduit à une plus grande dévotion envers Jésus-Christ et la Vierge Marie.  Après quelques années, il part à Stanislaviv (aujourd'hui Ivano-Frankivsk) pour prendre la charge d'économe provincial, tout en restant très engagé dans la pratique traditionnelle chez les rédemptoristes de prêcher des missions dans la région.
Juste avant l'invasion soviétique de 1939, il part pour Lviv pour y prendre la charge d'économe. À cause de la présence des communistes, beaucoup d'ecclésiastiques ne parlent plus que de sujets spirituels dans leurs sermons, évitant de parler des problèmes de justice sociale et de liberté. Cependant, le père Zynoviy ne se gêne pas pour condamner publiquement les pratiques introduites par les soviétiques, pratiques qu'il juge mauvaises car imprégnées d'athéisme ; il prêche aussi beaucoup sur des sujets qui concernent le quotidien du peuple de l'époque. Bien que ses amis l'avertissent de la méfiance du régime communiste et qu'ils le supplient de mesurer ses propos, on raconte qu'il répond tout simplement : "si c'est la volonté de Dieu, je suis prêt à mourir ; mais je ne peux pas rester silencieux face à tant d'injustice". Le jour de la dormition de la Mère de Dieu (le 15 août), il prêche sa dernière grande homélie, à laquelle, si l'on en croit les témoignages, assistèrent dix mille fidèles.
Le 20 décembre 1940, la police secrète du NKVD rafle le père Zynoviy à son couvent à cause d'un sermon qu'il a prêché pour la fête de l'Immaculée Conception (8 décembre). Il est accusé d'être un espion. Pendant les 6 mois de son incarcération à la prison de Brygidki (en), il est comme beaucoup d'autres soumis à des interrogatoires et à la torture. Il continue son ministère en prison en priant avec les autres prisonniers, les confessant, leur prêchant des exercices spirituels, leur enseignant le catéchisme et les réconfortant par des paroles empreintes de thèmes religieux et bibliques. Le 22 juin 1941, les troupes allemandes commencent leur offensive contre l'Union Soviétique ; la ville de Lviv tombe sept jours plus tard. Voyant la progression des Allemands, les soviétiques exécutent 7000 prisonniers avant de faire retraite. Des témoins affirment que, contrairement à ce qui est affirmé par les communistes, il n'a pas été simplement abattu, mais bien crucifié contre un mur de la prison, son estomac sortant hors du corps avec un fœtus humain placé dans celui-ci.
Le 24 avril 2001, le père Kovalyk ainsi que d'autres rédemptoristes sont reconnus martyrs par le Saint-Siège. Il est béatifié le 27 juin 2001 par le pape Jean-Paul II pendant sa visite en Ukraine.